# Charles Alban Buckler
Charles Alban Buckler (1824-1905) est un auteur, topographe, architecte, artiste et officier d'armes britannique. Selon Historic England, il "est devenu l'un des architectes catholiques les plus distingués du début au milieu de l'époque victorienne". Dans le domaine de l'Héraldique, il est le Surrey Herald Extraordinary.

## Biographie

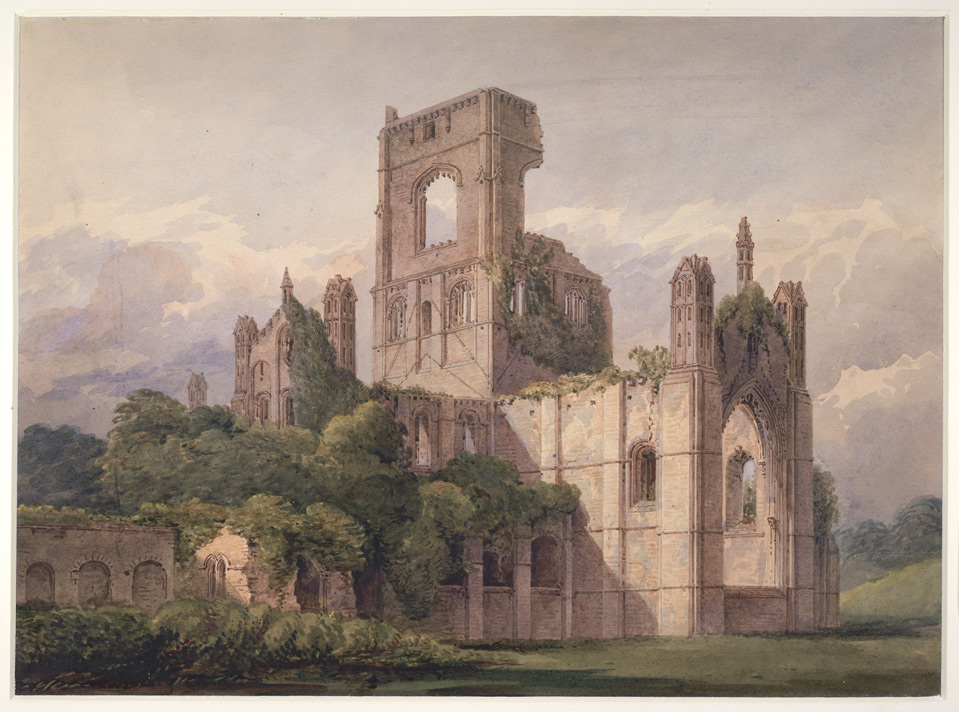
Abbaye de Kirkstall, peinture de Charles Alban Buckler, 1850

Charles Alban Buckler est né en 1824, issu de la dynastie des architectes Buckler et est le fils du célèbre architecte John Chessell Buckler et le petit-fils de John Buckler,.
Il étudie l'art médiéval et l'architecture. Lui et son père John Chessell Buckler travaillent ensemble pour écrire des livres d'architecture tels que A History of the Architecture of the Abbey Church of St Alban en 1847. En 1844, Charles Buckler se convertit au catholicisme et continue à concevoir de nombreuses églises catholiques en Angleterre. Dans les années 1870, il est chargé par Henry Fitzalan-Howard, 15e duc de Norfolk de reconstruire le château d'Arundel. Le duc de Norfolk, en tant que comte maréchal, chef du College of Arms, nomme Buckler au poste de Surrey Herald Extraordinary. Le 16 juillet 1880, sa nomination est acceptée par la reine Victoria. En tant qu'auteur et éditeur, il est à l'origine de nombreuses œuvres littéraires sur l'histoire, l'architecture et l'héraldique. En outre, il est un artiste qui a peint des aquarelles de lieux tels que l'abbaye de Kirkstall. Il meurt en 1905 et est enterré dans le cimetière de l'église St Edward the Confessor à Sutton Park, une église qu'il a lui-même conçue.